# Dialecto de Bolonia
El boloñés (bulgnaiṡ) es una lengua galo-itálica hablada en la región de Bolonia, Italia. Es una variante dialectal del emiliano (emiliano-romañol).
Una de las primeras referencias al boloñés como lengua distinta la hizo Dante Alighieri en su De vulgari eloquentia, escrito a principios del siglo XIV.
En los últimos tiempos, el boloñés ha experimentado un período de renacimiento y ciertas palabras, como umarell, se han popularizado más allá de la ciudad de Bolonia.